# Schuld und Sühne (film 1922)
Schuld und Sühne è un film muto del 1922 diretto da Rudolf Biebrach.

## Produzione
Il film fu prodotto dalla Maxim-Film GmbH.

## Distribuzione
Distribuito dalla Universum Film (UFA), il film fu presentato a Berlino il 17 febbraio 1922.